# Ali Ertan Toprak
Ali Ertan Toprak (* 25. April 1969 in Ankara, Türkei) ist ein deutscher Politiker kurdischer Abstammung. Er ist führender Repräsentant der Kurdischen Gemeinschaft in Deutschland e. V. Toprak war von 2006 bis 2009 Generalsekretär der Alevitischen Gemeinde Deutschlands und von 2009 bis 2012 ihr stellvertretender Vorsitzender. Nach einer langjährigen Mitgliedschaft bei Bündnis 90/Die Grünen trat er 2014 der CDU bei. Toprak tritt publizistisch seit längerem in wichtigen deutschen Print-Medien wie taz, Die Welt, Die Zeit, Emma, Cicero u. a. sowie in Fernseh- und Radio-Sendungen in Erscheinung.

## Hintergrund und Ausbildung
Die Mutter des in der Türkei geborenen Toprak kam 1971 als Gastarbeiterin nach Hamburg und holte ihren Sohn 1972 nach; jedoch lebte er noch einige Jahre parallel in beiden Staaten und wurde in der Türkei eingeschult. Erst ab der 4. Klasse blieb er dauerhaft in Deutschland und lebte in Recklinghausen, wo sein Vater als Türkischlehrer den Kindern türkischer Gastarbeiter ihre Heimatsprache beibrachte.
Nach dem Abitur studierte er Rechts- und Sozialwissenschaften an den Universitäten Münster, Bochum und Duisburg-Essen, jedoch ohne Abschluss.

## Öffentliche Ämter und Positionen
Mit der Alevitischen Gemeinde in Deutschland vertrat Toprak die zweitstärkste Religionsgemeinschaft innerhalb der türkeistämmigen Migranten in der Bundesrepublik, die rund 500.000 Angehörige hat. Er ist Bundesvorsitzender der KGD, der Kurdischen Gemeinde Deutschlands.
Toprak war von 2004 bis Ende 2009 Abgeordneter für die Grünen im Stadtrat von Recklinghausen und von 2006 bis 2012 Teilnehmer der Islamkonferenz. Zuvor war er mehrere Jahre im Deutschen Bundestag als innen- und außenpolitischer Referent des Bundestagsabgeordneten Cem Özdemir tätig.
Von 2006 bis 2013 war er ständiger Teilnehmer des Integrationsgipfels der Bundesregierung sowie Referent im Rahmen der Diplomatenfortbildung und anderer Veranstaltungen des Auswärtigen Amtes.
Toprak hat sich als Kritiker der rot-grünen Integrationspolitik hervorgetan. In einem Interview mit der Tageszeitung Die Welt warf er im April 2011 SPD und Grünen wegen ihrer Zusammenarbeit mit einem Muslimverband für den Religionsunterricht vor, sich zu „Gehilfen des türkischen Ministerpräsidenten“ zu machen, und verwies auf die Verfolgung der Aleviten durch sunnitische Islamisten. Kurz nach dieser Abrechnung mit der grünen Integrationspolitik, insbesondere mit der unkritischen Haltung der Grünen gegenüber den orthodoxen Islamverbänden, trat Toprak aus der Partei aus. Seit 2014 ist er Mitglied der CDU und nimmt seit Oktober des gleichen Jahres einen Platz in der „Zukunftskommission“ der CDU ein.
Für die Bürgerschaftswahl in Hamburg am 23. Februar 2020 kandidierte Ali Ertan Toprak auf Listenplatz 20 der Hamburger CDU, die jedoch nur 15 Sitze erhielt.
Ali Ertan Toprak ist seit 2013 Bundesvorsitzender der „Kurdischen Gemeinde in Deutschland e. V.“ (KGD). Seit Mai 2015 ist er zugleich Präsident der Bundesarbeitsgemeinschaft der Immigrantenverbände in Deutschland (BAGIV), laut eigenen Angaben der einzige bundesweite multinationale Dachverband von Migrantenselbstorganisationen mit dem Ziel der integrationsfördernden Selbstvertretung.
2013 forderte er in einer Pressemitteilung der Kurdischen Gemeinde Deutschland die Aufhebung des Verbots der auch in Deutschland als Terrororganisation eingestuften PKK.
Seit Mitte 2016 ist Ali Ertan Toprak als „Vertreter der Migranten“ Mitglied im ZDF-Fernsehrat.
Nach Angaben der BAGIV wurde Ali Ertan Toprak im Herbst 2017 als Vertreter der Migranten in Deutschland in das hauptsächlich aus Bundesmitteln finanzierte „Deutsche Institut für Menschenrechte“ als Mitglied aufgenommen.
Im Jahr 2018 war Toprak einer der Mitinitiatoren der „Initiative Säkularer Islam“.